# Gromada Charzykowy
Gromada Charzykowy war eine Verwaltungseinheit in der Volksrepublik Polen zwischen 1954 und 1972. Verwaltet wurde die Gromada vom Gromadzka Rada Narodowa, dessen Sitz sich in Charzykowy befand und der aus 17 Mitgliedern bestand.

Die Gromada Charzykowy gehörte zum Powiat Chojnicki in der Woiwodschaft Bydgoszcz und bestand aus den ehemaligen Gromadas Chojniczki und Jarcewo mit der Siedlung Czartołomiem aus der aufgelösten Gmina Chojnice und den Siedlungen Charzykowy, Wolność, Zacisze, Pomoc und Funka aus der Stadt Chojnice sowie den Siedlungen Bachorze, Funka, Łukomie, Józefowo und Dębowa Góra aus der aufgelösten Gmina Konarzyny.

Zum 31. Dezember 1959 wurden die Gebiete der aufgelösten Gromadas Angowice, Zbeniny und Pawłowo (ohne die Dörfer Granowo i Racławki) in die Gromada Charzykowy eingegliedert, gleichzeitig wurde der Sitz der Gromada von Charzykowy nach Chojnic verlegt der Name „Gromada Charzykowy“ aber beibehalten. Zum 31. Dezember 1961 wurde das Dorf Moszczenica aus der aufgelösten Gromada Doręgowice in die Gromada Charzykowy eingegliedert. Am 1. Januar 1969 wurden 683 ha Ackerland aus der Stadt Chojnice ausgegliedert und der Gromada Charzykowy angegliedert.

Ende 1972 wurde mit der Gebietsreform die Gromada Charzykowy aufgelöst.